# Carlos Kalmar
Carlos Kalmar (Montevideo, 26 febbraio 1958) è un direttore d'orchestra uruguaiano naturalizzato statunitense.

## Biografia
Iniziò gli studi di violino all'età di sei anni. All'età di quindici anni si iscrisse all'Accademia di Musica di Vienna, dove il suo insegnante di direzione era Karl Österreicher. Nel 1984 vinse il primo premio al Concorso di direzione Hans Swarowsky a Vienna.
Kalmar è stato direttore musicale dell'Hamburger Symphoniker (1987-91), della Filarmonica di Stoccarda (1991-95) e dell'Anhaltisches Theater di Dessau, in Germania. È stato direttore principale della Tonkünstlerorchester, Vienna, dal 2000 al 2003. Dal 2000 Kalmar è il direttore principale del Grant Park Music Festival di Chicago. È anche direttore musicale dell'Oregon Symphony dal 2003. Nell'aprile 2008 l'orchestra ha annunciato l'estensione del contratto di Kalmar come direttore musicale per la stagione 2012-13.
Kalmar vive a Portland, in Oregon, con sua moglie Raffaela e il loro figlio, Luca.

## Registrazioni
- Music for a Time of War. Works by Charles Ives, John Adams, Benjamin Britten, Ralph Vaughan Williams. The Oregon Symphony. Pentatone PTC 5186393 (2011)
- This England. Works by Edward Elgar, Ralph Vaughan Williams, Benjamin Britten. The Oregon Symphony. Pentatone PTC 5186471 (2012)
- Spirit of the American Range. Works by George Antheil, Walter Piston, Aaron Copland. The Oregon Symphony. Pentatone PTC 5186481 (2015)
- Haydn Symphonies. Carlos Kalmar, Oregon Symphony Orchestra. Pentatone PTC 5186612 (2017)